# Ppc64

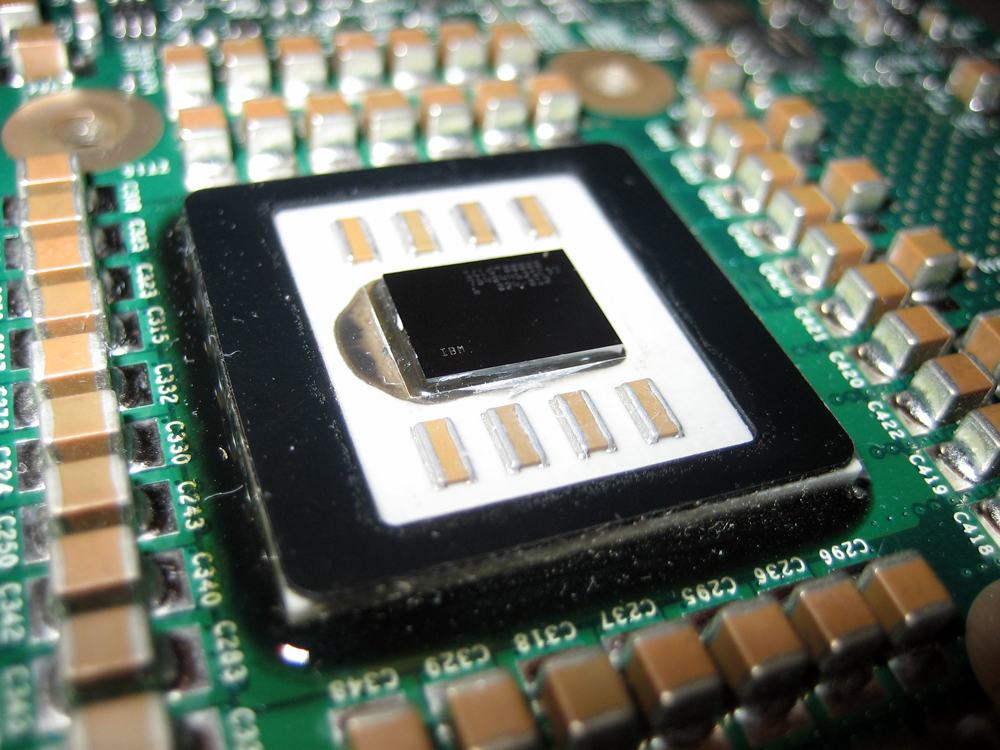
Procesor PowerPC 970 dodávaný do počítačů Power Mac G5

ppc64 je označení hardwarových počítačových platforem používané v prostředí Linuxu, zejména v překladačích z rodin LLVM a GCC, které označuje architektury 64bitových instrukčních sad PowerPC a Power ISA ukládajících nejvíce významný bajt na nejnižší adresu.
Pro obdobné architektury ukládající nejvíce významný bajt na nejvyšší adresu, například pro POWER8, se používá označení ppc64le.